# Howard Colvin
Howard Montagu Colvin (15 de octubre de 1919- 27 de diciembre de 2007) historiador del arte británico. Es comendador de la Real Orden Victoriana y comendador de la Orden del Imperio Británico
Nació en Sidcup, estudio en la University College de Londres. Fue a la Universidad de Oxford en 1948, donde fue miembro de St John's College a proseguir sus investigaciones, principalmente sobre temas de arquitectura medieval. Fue miembro de la Royal Commission on the Historical Monuments of England entre 1963–1976, del Consejo de Edificios Históricos de Inglaterra entre 1970 y 1984, de la Real de comisión Bellas Artes 1962-72, y otros organismos oficiales. Fue nombrado caballero (sir) en 1995. Fue presidente de la sociedad de historiadores de arquitectura de Gran Bretaña entre 1979-1981
Colvin es sobre todo conocido por ser el autor de A Biographical Dictionary of British Architects, 1600–1840, que apareció en su forma original en 1954 en la editorial Yale University Press habiendo llegado a su tercera edición en 1995, en el momento de su muerte había concluido su trabajo para la cuarta edición.

## Obras
Selección de obras:
- A Biographical Dictionary of British Architects, 1600-1840 tercera edición[3] Paul Mellon Centre for Studies in British Art ISBN 0-300-07207-4
- Calke Abbey: Derbyshire Tempus[4] ISBN 1-84359-036-0
- Essays in English Architectural History Paul Mellon Centre for Studies in British Art[5] ISBN 0-300-07034-9